# Ferry Doedens
 (décembre 2018).
Si vous disposez d'ouvrages ou d'articles de référence ou si vous connaissez des sites web de qualité traitant du thème abordé ici, merci de compléter l'article en donnant les références utiles à sa vérifiabilité et en les liant à la section « Notes et références ».
Ferry Doedens, né le 17 juin 1990 à Drachten, est un acteur, doubleur, animateur de télévision et chanteur néerlandais.

## Filmographie

### Téléfilms
- 2009-2016 : Goede tijden, slechte tijden : Lucas Sanders[2]
- 2011 : Gooische Frieten (nl)
- 2012-2013 : De Vier van Westwijk (nl) : Bo Monti
- 2014 : The Bold and the Beautiful : Lars
- 2014 : The Passion (nl) : Gevangene
- 2016-2018 : Nieuwe Tijden (nl) : Lucas Sanders
- 2016 : Familie Kruys (nl) : Zichzelf
- 2016 : De TV Kantine (nl) : Dan Karaty

### Doublage
- 2012 : Le Lorax : Ted
- 2012 : Hôtel Transylvanie de Genndy Tartakovsky : Jonathan
- 2015 : Hôtel Transylvanie 2 : Jonathan
- 2016 : Sneekweek : Tim[3]
- 2018 : Hôtel Transylvanie 3 : Des vacances monstrueuses : Jonathan

## Animation
- 2013 : The best of Idols Worldwide : Présentateur
- 2013 : X Factor : Présentateur

## Discographie

### Singles
- 2011 : Bij Mij (sorti le 27 mai 2011)
- 2011 : Jij (sorti le 8 juin 2011)
- 2011 : Jil (Uptempo remix) (sorti le 27 août 2011)
- 2013 : Hoger en Verder (sorti le 15 février 2013)